# Cerámica mexicana

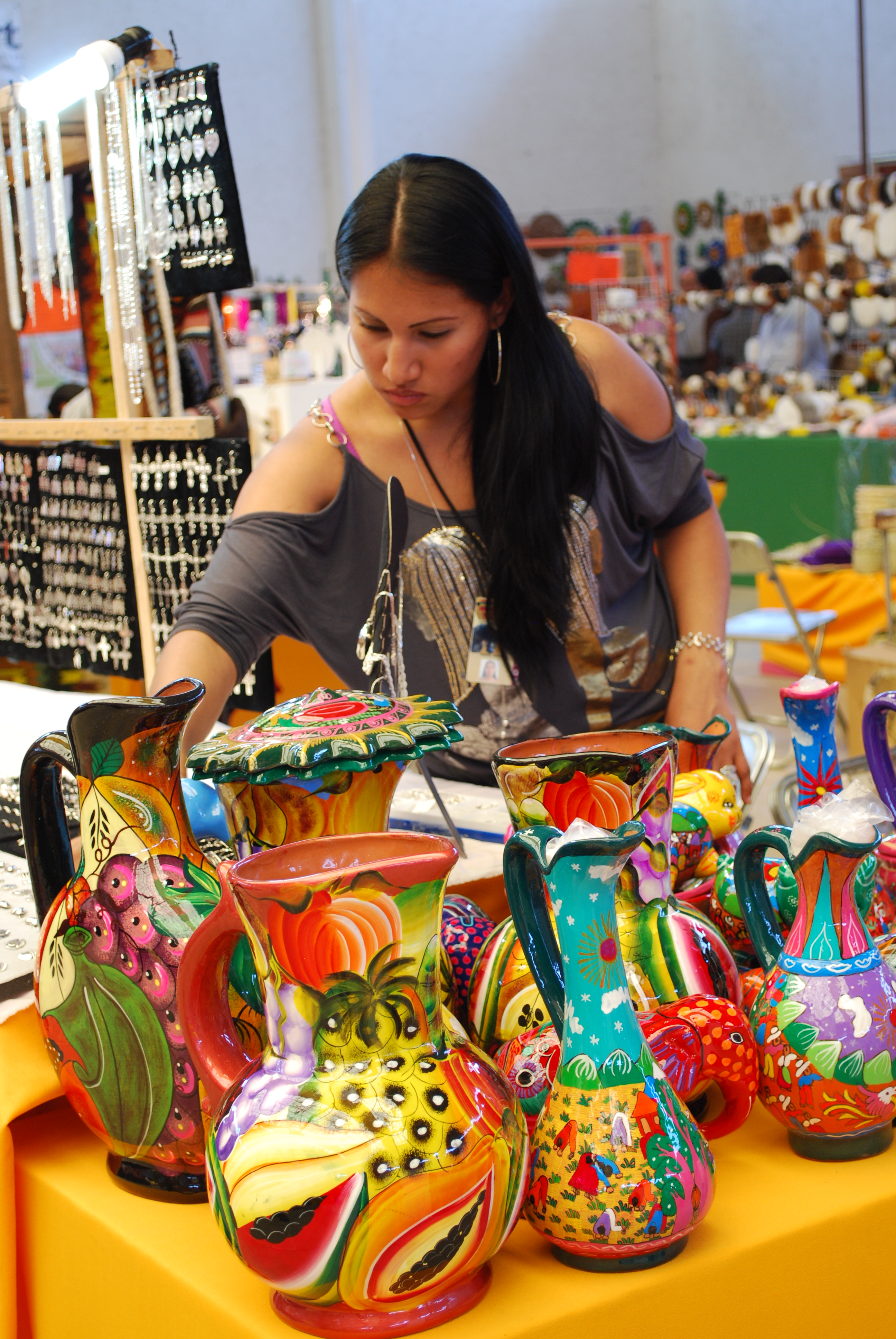
Mujer vendiendo cerámica moderna no tradicional en la Feria de Texcoco, estado de México.

La cerámica y la alfarería en México tiene sus raíces en el periodo precolombino, con las primeras culturas y civilizaciones de Mesoamérica. Con alguna excepción, las vasijas prehispánicas no estaban vidriadas, sino pulidas y pintadas con engobes. El torno de alfarero era desconocido; las piezas estaban realizadas por medio de moldes, colombín y otros métodos.
Después de la conquista española en México, las técnicas y los diseños europeos se fueron introduciendo y mezclándose con las tradiciones nativas. Las tradiciones indígenas sobreviven en unos pocos artículos de cerámica como los comales. La cerámica se produce a partir de elementos básicos como platos, utensilios de cocina a nuevos objetos, tales como esculturas y de arte popular mexicano. A pesar de lo destacado de estos elementos, la mayor parte de artículos de cerámica producidos en el país son pavimentos y revestimientos cerámicos, junto con accesorios de baño. 
México cuenta con una gran serie de famosas tradiciones artesanales de cerámica, la mayoría de las cuales se encuentran en el centro y el sur del país. Algunos ejemplos son la talavera de Puebla, la mayólica de Guanajuato, las distintas vasijas de la zona de Guadalajara, Jalisco, y el barro negro de Oaxaca. Una más reciente es la producción de vasijas y cuencos de la cerámica de Mata Ortiz en Chihuahua. 
Aunque el número de artesanos ha ido disminuyendo debido a la competencia de los artículos producidos en serie, la elaboración de arte popular y de consumo, todavía tiene un papel importante en la economía mexicana y la producción de la cerámica en general sigue siendo importante para la cultura mexicana.
A pesar de que la vajilla o loza de barro se puede encontrar en mercados y supermercados, la mayoría se abrillanta con esmaltes que contienen plomo y son perjudiciales para la salud (ir a la sección).

## Historia

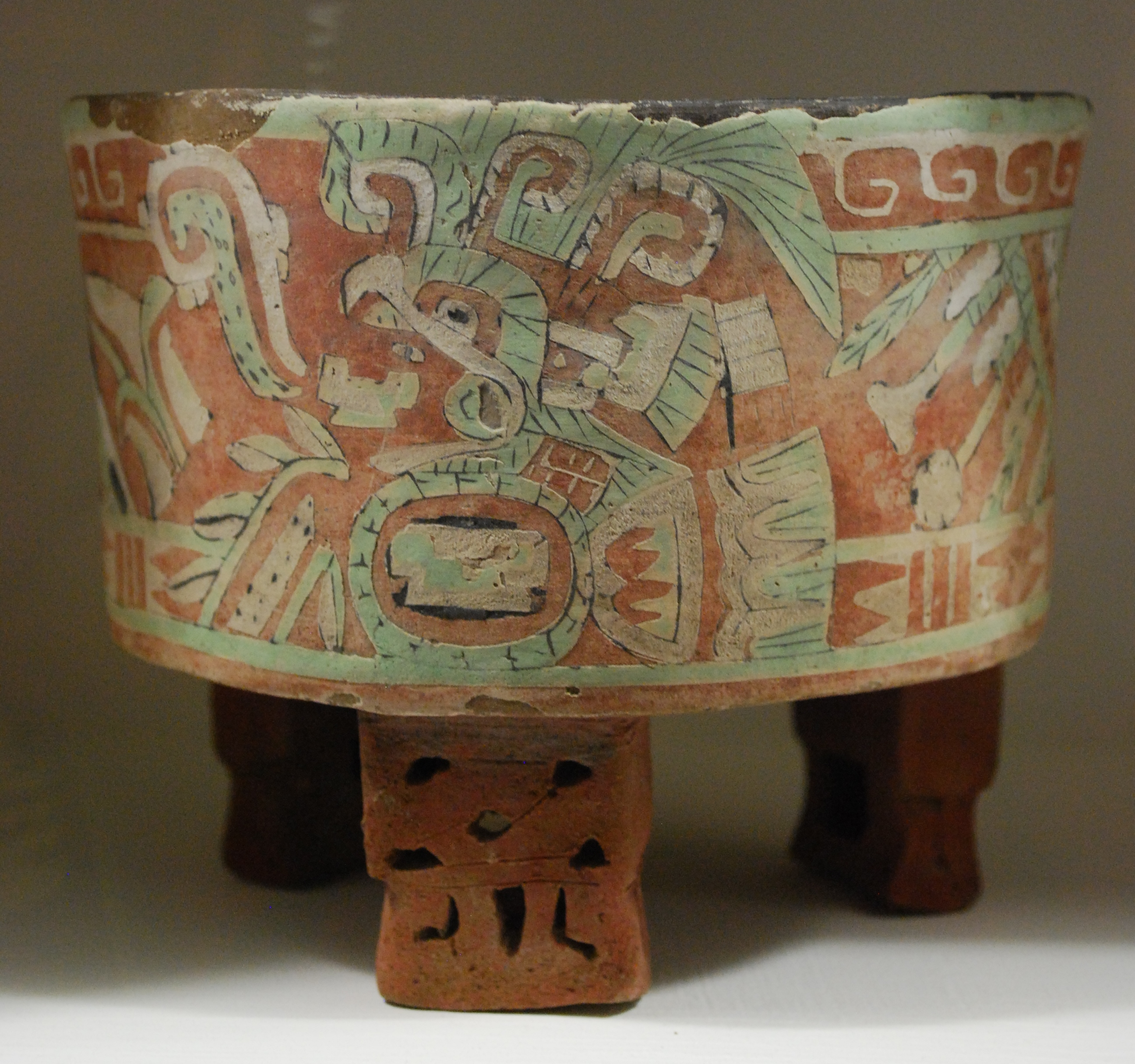
Vasija prehispánica de cerámica en la exhibición del Museo Anahuacalli en la Ciudad de México.

La fabricación de alfarería comenzó a reemplazar los utensilios de piedra en el periodo Purrón (2300-1500 a. C.). Muchas de estas primeras cerámicas fueron hechas en forma de calabaza como una continuación de cuando estos vegetales fueron utilizados para transportar líquidos. Estas lozas de barro se convirtieron en una tradición en la alfarería, que utilizaba sobre todo arcilla natural con un recubierto fino de engobe. La mayoría de las arcillas en México necesitan templarse para regular la absorción de agua, con la excepción de la arcilla utilizada en la cerámica Anaranjado Delgado de la costa del Golfo de México.
Los vasos prehispánicos fueron formados usando técnicas como el colombín y el moldeado. A excepción de una proto-rueda utilizada por los zapotecas, el torno de alfarero era desconocido hasta la conquista española en el país. Las ollas eran usualmente hechas por la familia con el método del simple «pellizco» y las grandes piezas eran moldeadas por artesanos. Las primeras piezas moldeadas fueron realizadas en arcilla prensada contra una primera ya existente, pero los moldes dobles se utilizaron para hacer recipientes con decoraciones en relieve. Ejemplos de este tipo existen en Tlaxcala y en Puebla. Muchas figurillas también se hicieron usando moldes. A veces, las vasijas se hacían con varias piezas ya moldeadas con la parte superior terminada por medio de «churros de barro».
Con alguna excepción, las piezas prehispánicas no se vidriaban, sino que el acabado se realizaba con una cubierta de arcilla muy fina. Este baño contenía a menudo pigmentos minerales para darle color que se le podían añadir antes o después de la cocción. La cocción se realizaba a fuego abierto o en un hoyo. Figurillas se hacían a menudo en el hogar de la familia. La de las vasijas se hacía en una pila en el suelo o en un hoyo cubierto de madera. Muchas veces, el uso de este método para la cochura de vasijas, daba resultados de mal acabado y con roturas, a excepción de la cerámica Anaranjado Delgado.
La única cerámica vidriada de Mesoamérica se la conoce como cerámica plumbate o cerámica plomiza. Estaba cubierta por un engobe coloidal cocido a una temperatura bastante elevada, y que por su composición en hierro y cromo, daba a las piezas un aspecto de lustre metálico con una gama de colores que oscilaba entre el gris, violeta, naranja y verde. Fue producida solo por un corto tiempo y su aparición marca el período Posclásico mesoamericano en muchos sitios arqueológicos.
Existen más de treinta métodos conocidos que han sido utilizados para decorar la cerámica prehispánica incluyendo diseños de presionado en la arcilla por medio textil, o el presionado de elementos como conchas y el uso de palos puntiagudos. También se emplearon diversas maneras de pintar y preservar los colores, tanto durante como después de la cocción. Los diseños generalmente se dividen en cuatro categorías: geométrico, realista o naturalista (en general, animales y personas estilizadas), simbólico y pictográfico. La mayoría de los diseños están relacionados con otras artesanías y obras artísticas como pinturas en murales. Todos estos estilos y métodos de cerámica todavía se pueden encontrar en el México moderno.

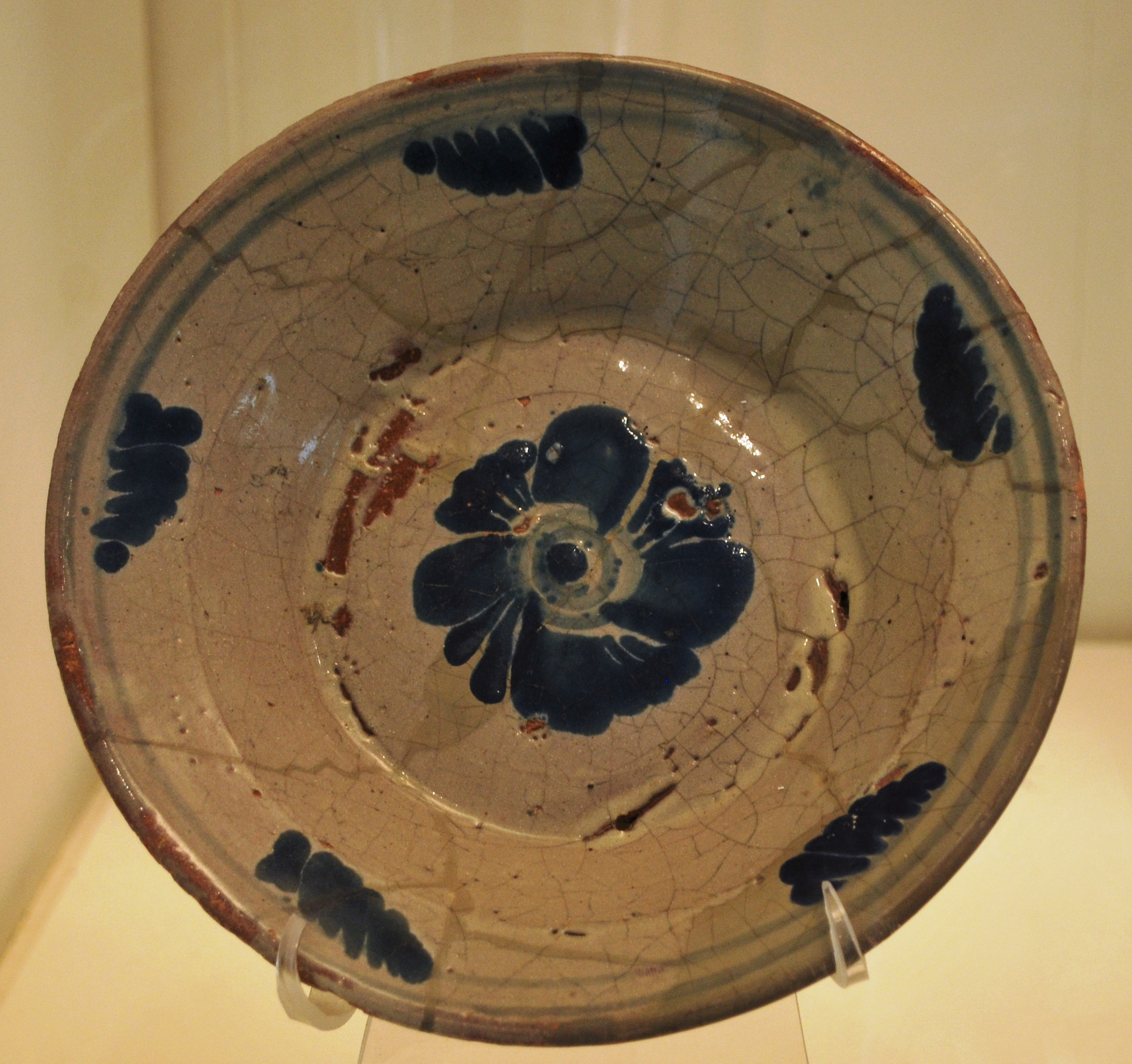
Plato ataifor (lebrillo) de cerámica del o, original de Puebla.

### Tradiciones europeas
La conquista española introdujo tradiciones europeas de cerámica y tuvo repercusiones en las tradiciones nativas. Algunas formas de cerámica sobrevivieron intactas como los comales, molcajetes, cuencos de cocina básica, utensilios e incensarios. Esto se hizo principalmente en la cerámica anaranja y alguna fue hecha en color rojo y negro (cerámica Rojo sobre Bayo de la Mixteca Alta). Todas las figurillas prehispánicas, que estaban casi siempre relacionadas con la religión, desaparecieron y fueron reemplazadas por imágenes de la Virgen de Guadalupe, ángeles, frailes, soldados, demonios y animales europeos como perros, vacas y ovejas. El principal efecto sobre la producción fue la introducción de la rueda de alfarero, el horno cerrado, esmaltes de plomo y nuevas formas como candelabros y jarras. La importación de cerámica europea y asiática afectó principalmente a los estilos decorativos en la producida por los nativos. El efecto se sintió más en el altiplano central de México, en los alrededores de la Ciudad de México. Mientras que algunos estilos tradicionales prehispánicos se producían en el colonial temprano, su calidad y la estética se redujo drásticamente hasta casi desaparecer por completo.
La cerámica de estilo europeo, en especial la cerámica barnizada producida por artesanos nativos, comenzó a principio de la época colonial, pero fue pobremente hecha con solo dos colores, verde y ámbar. La mayoría de los elementos decorativos fueron hechos con una mezcla de diseños españoles e indígenas. Las formas más comunes eran jarras, cántaros y cuencos para el uso diario. Con el tiempo, la producción de cerámica mayólica vidriada, que era cara para importar de Europa, se desarrolló y se reguló hacia la mitad del siglo XVII. La mejor se produjo en Puebla aunque también se realizaba en otros lugares como la Ciudad de México, Guadalajara, Aguascalientes, y otros lugares. Estas piezas tenían mayoritariamente un fondo de color blanco o crema con diseños pintados sobre él en uno o más colores. Durante el resto del periodo colonial, los estilos indígenas siguieron deteriorándose en toda la Nueva España, mientras que las influencias extranjeras de Europa, Asia y el Medio Oriente producían cambios en la decoración. En la época de la Guerra de Independencia de México, la mayólica mexicana fue exportada a través del Nuevo Mundo y condujo a la versión española fuera del mercado. Sin embargo, este dominio no duraría mucho tiempo, la porcelana de Inglaterra y de Asia mucho más baratas presionaron sobre la industria en el siglo XIX.

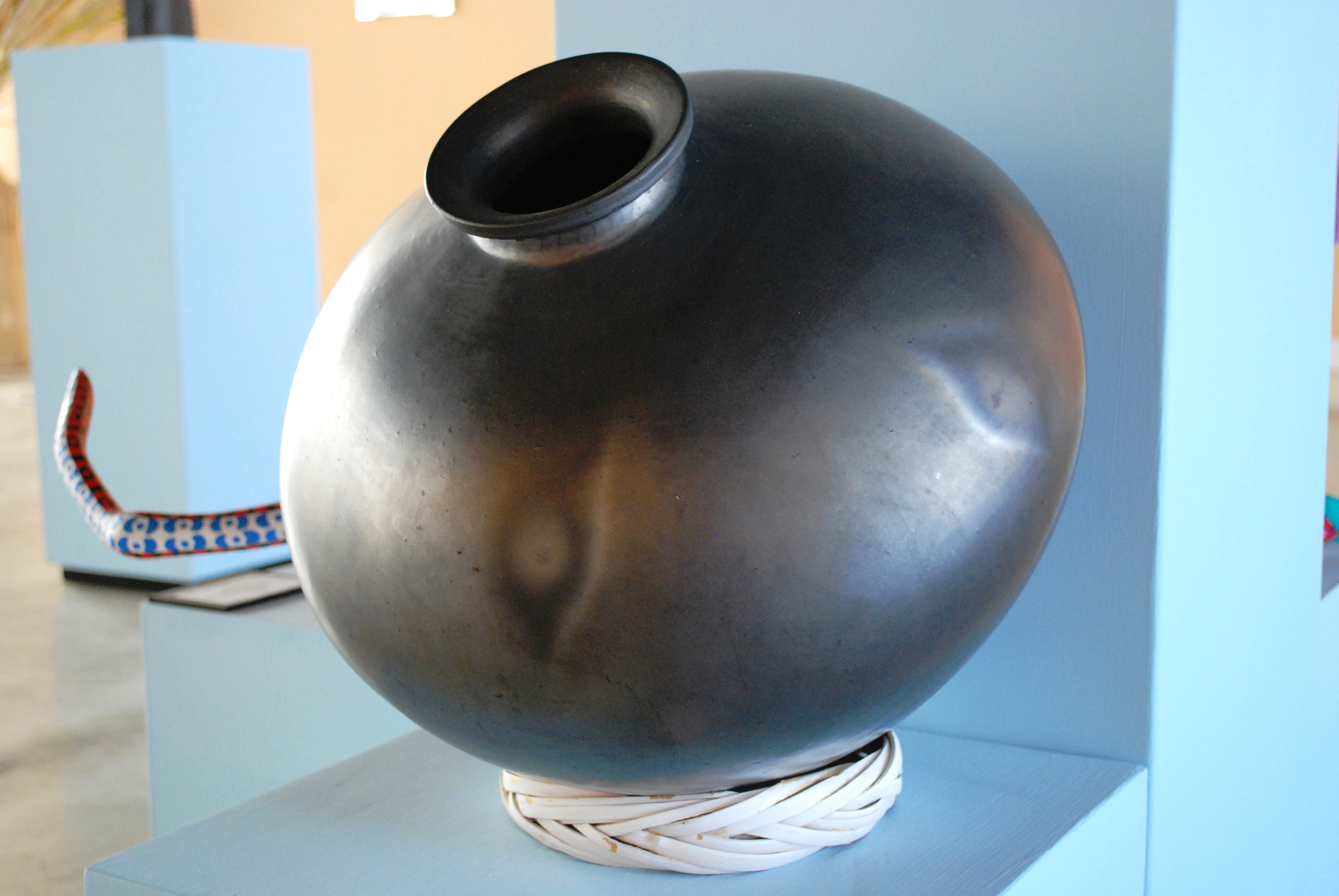
Cántaro de barro negro en el Museo Estatal de Arte Popular de Oaxaca.

### SiglosXXyXXI
México siguió importando y copiando estilos de Francia e Inglaterra durante el siglo XX; aunque también ha habido innovaciones autóctonas durante el último siglo y medio. La mayoría de la cerámica producida en el centro de México se cuece a bajas temperaturas y se cubría con un barniz hecho con plomo y otros minerales. Esto es porque el plomo se fusiona y produce un brillo a una temperatura de cocción menor a 800 °C, mientras que otras alternativas requieren el doble de temperatura. El uso del plomo en estas mercancías ha producido advertencias de salud en México y en los Estados Unidos, con riesgos que ya eran conocidos en el siglo XIX. El plomo del barniz tiende a filtrarse en los alimentos después de un uso repetido. El uso de este tipo de cerámica se ha relacionado con niveles elevados en la sangre en niños de la Ciudad de México, Oaxaca, y otros lugares y en niveles de sangre más severos en hijos de alfareros. El contenido de plomo más alto se encuentra en la cerámica oaxaqueña. Debido a este contenido de plomo, los Estados Unidos han bloqueado la entrada de esta cerámica en su mercado, donde se podría alcanzar precios mucho más altos.
En la década de los años 1990, FONART, una entidad gubernamental que promueve la artesanía y varias organizaciones no gubernamentales trabajaron para producir una alternativa de un vidriado sin plomo que funcionara con la cerámica a baja temperatura. Este esmalte se basa en boro. También han trabajado para lograr que los artesanos instalen ventiladores en sus hornos para hacer más eficiente la combustión. Esto ha permitido que una parte importante significativa de la cerámica de baja temperatura sea calificada «sin plomo» y pueda ser exportada.
Sin embargo, los investigadores han encontrado plomo en productos etiquetados con el sello de «sin plomo». A pesar de que el barniz de boro cuesta menos que el esmalte de plomo tradicional, muchos alfareros se negaron a cambiar su tradición. En total, solo la mitad de los alfareros de México han cambiado. En algunos lugares el problema es la falta de información acerca de los esmaltes y en otros lugares, los artesanos dicen que necesitan apoyo financiero por parte del gobierno mexicano, especialmente para las opciones que requieren un horno de gas. Otro problema es que muchos no confían en el gobierno y hacen caso omiso de las advertencias.

## Producción de cerámica

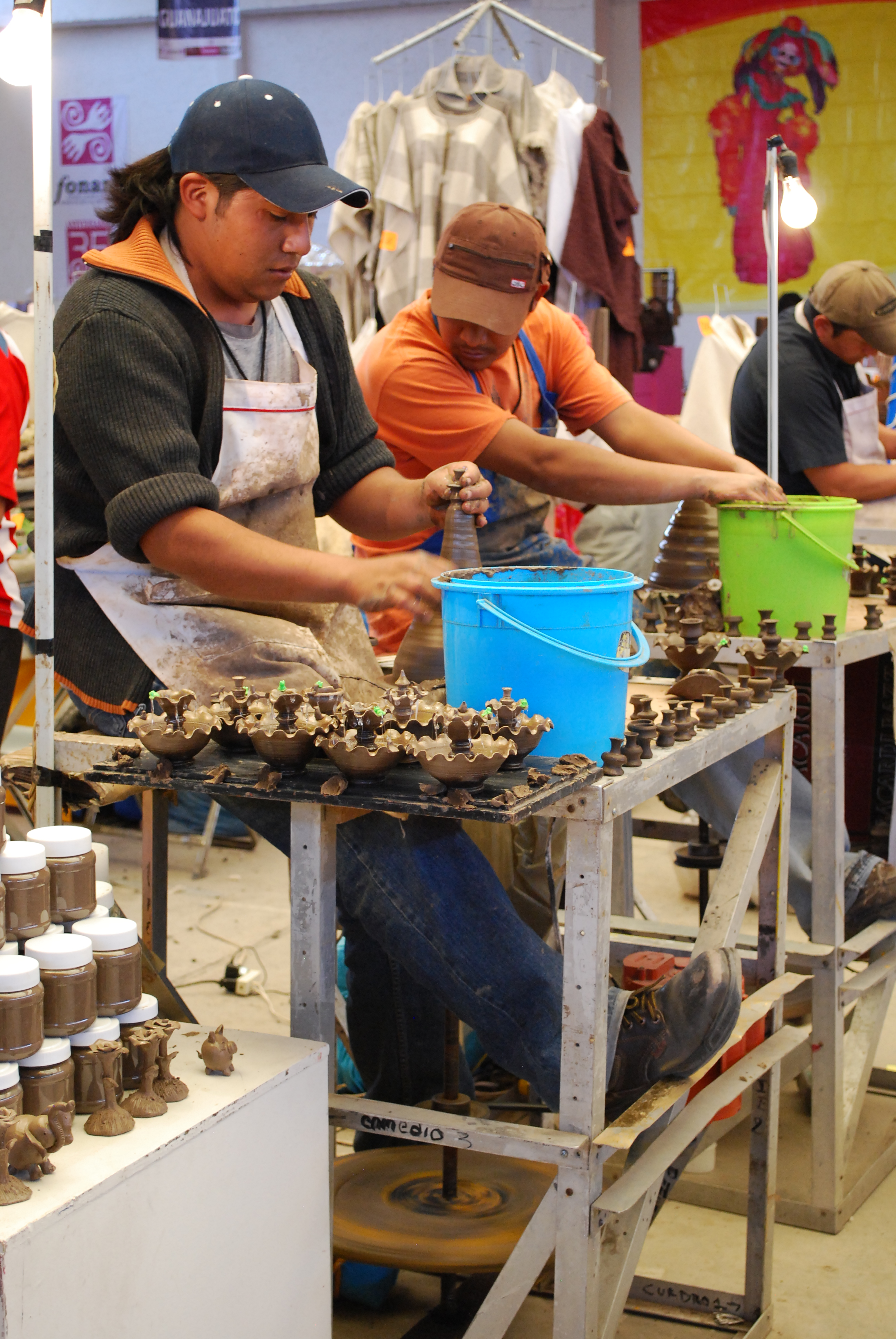
Alfareros trabajando en la sección de cerámica en la Feria de Texcoco.

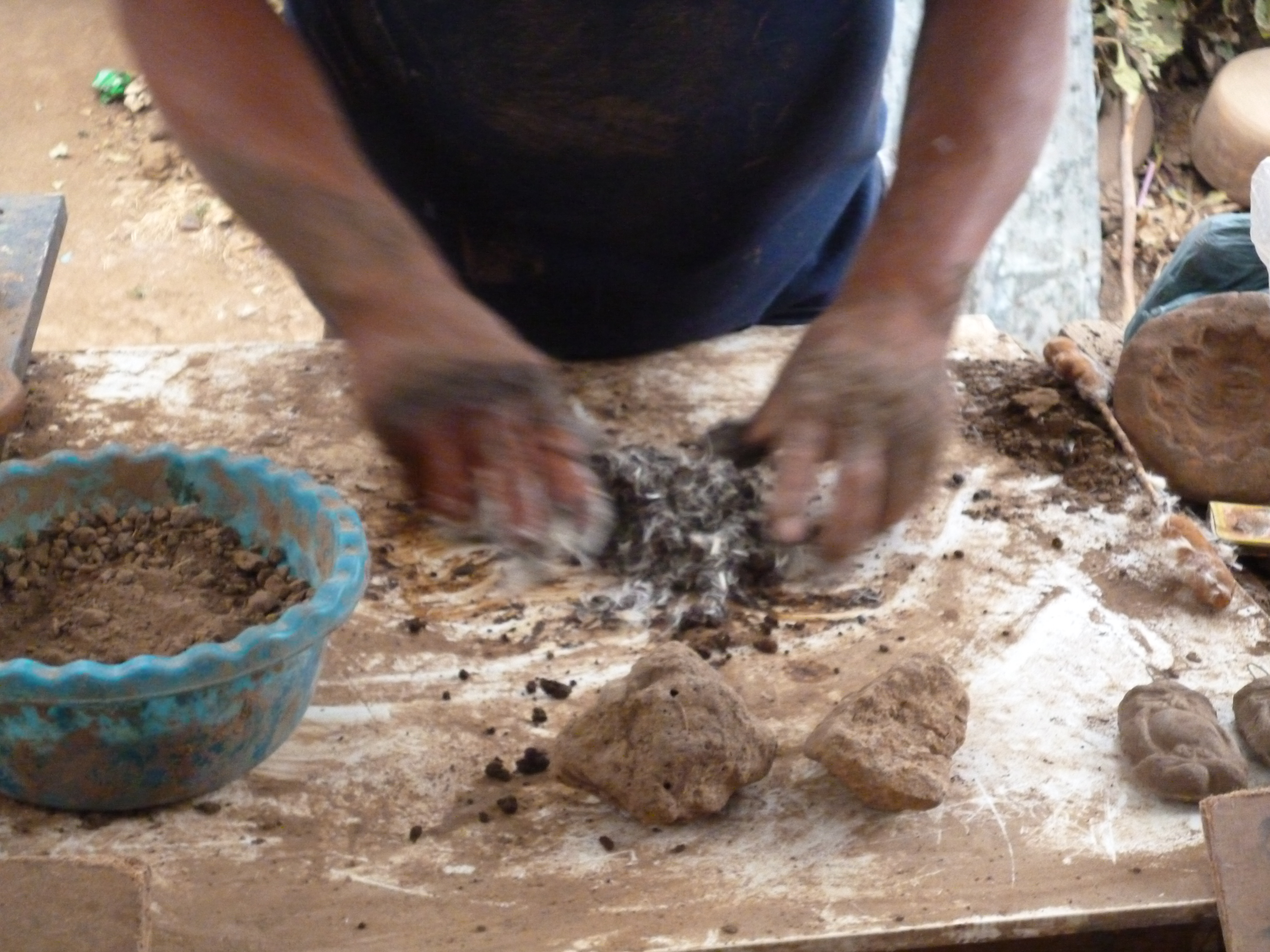
Demostración de la creación de barro con el añadido de pelusa de enea en un taller de alfarería en el pueblo de Tlayacapan, Morelos.

La alfarería y cerámica es el arte más practicado en México. Las formas y funciones de las piezas varían desde simples comales planos, utilizados para hacer tortillas, hasta para la elaboración de esculturas complejas llamadas Árboles de la vida. Las formas más básicas, como comales, cazuelas, cuencos sencillos y otra mercancía de cocina y almacenamiento todavía se basan en diseños y otros artículos de almacenamiento se basan en antiguos diseños nativos. La cerámica y figuras decorativas están casi totalmente dominadas por las tradiciones europeas, especialmente en el centro de México. En algunos casos, hay una mezcla de ambas tradiciones, sobre todo en los diseños ornamentales, donde elementos autóctonos se combinan con elementos europeos.
Una tradición relativamente nueva en la cerámica es el arte popular. Estas piezas son en su mayoría decorativas, tales como figuras, azulejos y vajillas finas como tazas de té y platos. Estos se producen para la clase alta mexicana, el mercado internacional, y en cierta medida, para los turistas. La producción de arte popular es alentada por el gobierno en todos los niveles, con un gran número de artesanos que firman sus mejores piezas. Si bien este segmento del mercado mantiene lazos con el pasado, también es sensible a las tendencias de la moda. Esto lleva a la experimentación con nuevos elementos decorativos y a la desaparición de las piezas que no se venden.

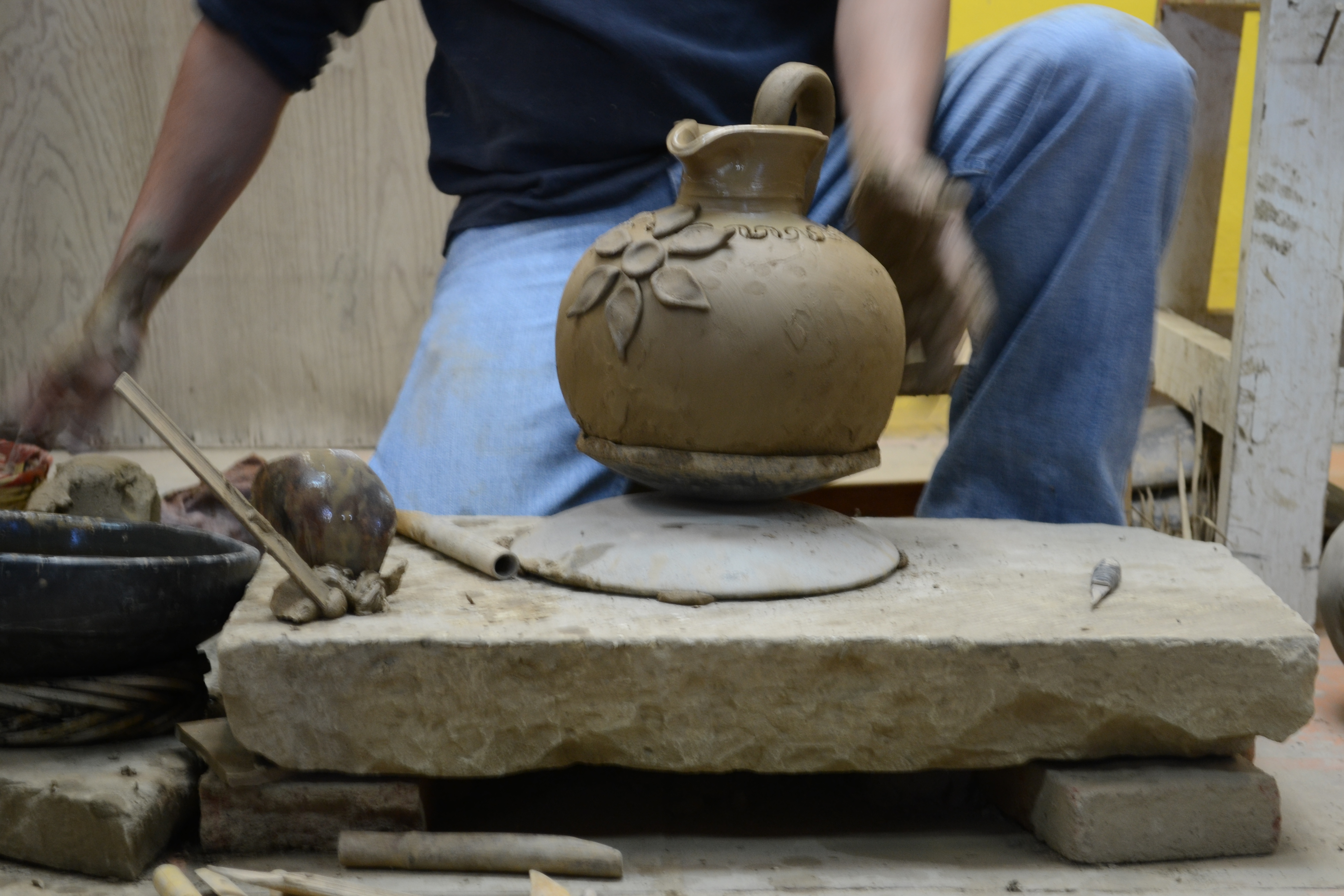
Proceso de la fabricación de "barro negro" en San Bartolo Coyotepec, Oaxaca.

Las imperfecciones en las piezas son menos toleradas en los mercados locales mexicanos que en el resto de países que trabajan más en serie. La razón de esto es que la producción mecanizada de copias casi perfectas es todavía un fenómeno relativamente nuevo, por lo que las imperfecciones que muestra algo que ha sido realizado a mano no tiene el «encanto» que podría tener en los países más industrializados.
La mayoría de los alfareros trabajan en talleres familiares, con todos participando en el proceso, estas familias tienden a ser más reservadas acerca de sus prácticas y rara vez cooperan con alguien ajeno para cualquier aspecto sobre la fabricación de la cerámica. La superstición puede rodear el proceso, sobre todo durante la cocción, con los alfareros cuidándose del «mal de ojo» de los vecinos,y con la construcción de pequeños altares para la realización de bendiciones cristianas e indígenas. Tanto los hombres como las mujeres moldean las piezas, pero los hombres generalmente hacen las piezas más grandes (debido al peso) y son los encargos del horno. Los niños empiezan a trabajar con la arcilla desde los seis años,haciendo pequeños elementos decorativos. Por lo general, comienzan a realizar vasijas alrededor de los catorce años y dominan el proceso a los dieciocho años. El hombre a cargo del taller familiar, se encuentra a menudo, en la edad de jubilación y su principal objetivo es la enseñanza y supervisar la producción. Sin embargo, muchos de estos talleres están desapareciendo ya que los ancianos dejan de trabajar por completo y los niños y jóvenes buscan otras carreras más rentables.
Los alfareros mexicanos suelen utilizar arcillas locales, las extraen ellos mismos y pagan a alguien para el transporte en burro o en camión. El tipo de mezcla utilizada varía dependiendo del lugar, desde el uso de pelusa de la anea en Metepec, Estado de México, a la arena en Acatlán o la fibra del miraguano en Ameyaltepec para dar a la arcilla la consistencia adecuada y proteger el producto de agrietarse. En algunos casos se usa el feldespato. La arcilla natural viene en trozos, los cuales deben ser secados y luego triturados con un rodillo de piedra o mayal. Algunos alfareros ingeniosos en Metepec, ponen los trozos en la calle en frente de su casa y dejan que los coches pasen por encima. Otra manera de eliminar las impurezas y darle una calidad más fina, es disolviendo la arcilla en agua, de esta forma las impurezas y el sedimento más áspero se va al fondo de las cubetas.

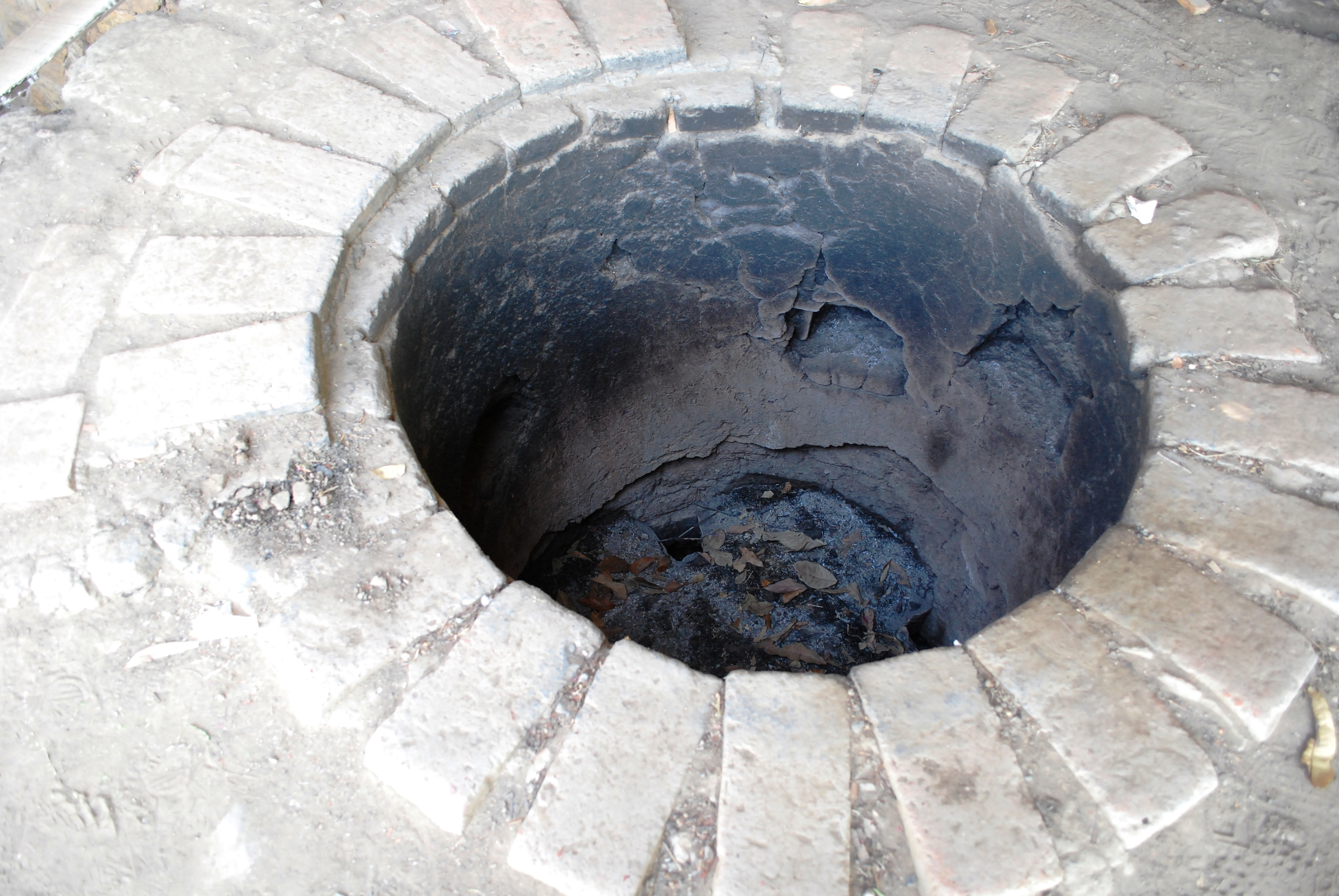
Interior del horno usado en el taller de Doña Rosa en San Bartolo Coyotepec, Oaxaca.

Todos los métodos utilizados en la época prehispánica, junto con la rueda de alfarero, se utilizan todavía para fabricar piezas. El colombín normalmente se limita a terminar una pieza que ya haya sido prensada en un molde. El moldeo es la forma más común de elaborar vasijas cerradas. La mayoría de estos moldes son cóncavos o convexos donde la arcilla se presiona contra el interior o el exterior del molde. A veces se vierte arcilla líquida en moldes de plástico, pero esto se considera «menos auténtico». Los tornos de alfarero son comúnmente utilizados en los talleres más sofisticados y a menudo para hacer rápidamente una sucesión de pequeñas vasijas. Su uso es más común en Guanajuato y Jalisco que en otras partes del país. En muchos lugares, el torno es accionado con el pie, en lugar de por electricidad. También se utilizan las ruedas torneadas a mano. En Oaxaca, una especie de proto-rueda ha sido utilizada por los zapotecas desde la época prehispánica. Consta es un plato equilibrado sobre otro plato invertido que se gira para ayudar a dar forma a la pieza. Se utiliza con mayor frecuencia para la cerámica de barro negro hecha en San Bartolo Coyotepec.

## Riesgos para la salud
El barro en sí no es un material dañino para la salud, sin embargo, en México la mayoría de cazuelas, platos, sartenes y otros cacharros de barro se barnizan con esmaltes llamados gretas, que pueden contener cantidades significativas de plomo.  El plomo es un metal pesado muy perjudicial para la salud, y pasa a los alimentos al ponerse al fuego o al conservarse alimentos en las ollas de barro por largo tiempo. Especialmente dañino al contacto con alimentos ácidos, como el limón, la cebolla, el vinagre, el tomate, la naranja, etc. Se estima que un 15% de la población mexicana tiene una concentración desproporcionada de plomo en la sangre (+5 mcg⁄dL), y el principal motivo es consumir regularmente alimentos cocinados en alfarería vidriada con greta.
Se trata de un problema de ignorancia, puesto que los mismos alfareros desconocen en su mayoría que las lacas que usan para abrillantar la cerámica son tan dañinas. Tampoco los compradores tienen conocimiento ni medios para saber si un cazo es libre de plomo o no. El plomo puede provocar daños neurológicos, óseos y en los órganos vitales entre muchos otros, y está correlacionado con numerosas enfermedades cardiovasculares. No obstante estos daños se provocan silenciosamente, a largo plazo, por lo que no es fácil de detectar. Fueron las aduanas de los Estados Unidos quienes dieron la alarma sobre este tema a fines de los años 1990, analizando diversos cazos que provenían de su país vecino del sur. Hasta entonces, nadie en México había planteado abiertamente el problema, y todavía hoy en día, no existe ninguna certificación para la loza libre de plomo o etiquetado que advierta de los peligros al comprador. Tanto los Estados Unidos como la Unión Europea vetan la entrada de loza mexicana en su territorio por incluir plomo.